# Terzan 1
Terzan 1 é um aglomerado globular localizado a 21.800 anos-luz da Terra na constelação de Scorpius. É um dos 150 aglomerados globulares ao redor da Via Láctea. Foi descoberto em 1966 pelo astrônomo franco-armênio Agop Terzan.